# Amt Neustrelitz-Land
Im Amt Neustrelitz-Land sind elf Gemeinden zur Wahrnehmung ihrer Verwaltungsgeschäfte zusammengeschlossen. Das Amt liegt im Landkreis Mecklenburgische Seenplatte im Süden Mecklenburg-Vorpommerns und grenzt an den brandenburgischen Landkreis Oberhavel. Der Amtssitz befindet sich in der nicht amtsangehörigen Stadt Neustrelitz.
Das dünn besiedelte, wald- und seenreiche Gebiet des Amtes Neustrelitz-Land ist land- und forstwirtschaftlich geprägt. Der Tourismus spielt in diesem Gebiet der Mecklenburgischen Seenplatte eine wichtige Rolle.
Im Schloss Hohenzieritz befindet sich das Sterbezimmer der preußischen Königin Luise, geboren am 10. März 1776 als Prinzessin Luise Auguste Wilhelmine Amalie von Mecklenburg-Strelitz in Hannover – gestorben am 10. Juli 1810 auf Schloss Hohenzieritz als Königin von Preußen. Eine kleine Ausstellung gibt einen Eindruck vom Leben der Königin.

## Die Gemeinden mit ihren Ortsteilen
- Blankensee mit Friedrichsfelde, Groß Schönfeld, Hoffelde, Neuhof, Rödlin, Rollenhagen, Wanzka und Watzkendorf
- Blumenholz mit Blumenhagen, Ehrenhof, Usadel, Weisdin und Wendfeld
- Carpin mit Bergfeld, Goldenbaum, Goldenbaumer Mühle, Georgenhof, Thurow und Zinow
- Godendorf mit Schneidemühle, Papiermühle, Teerofen und Düsterförde
- Grünow mit Ollendorf
- Hohenzieritz mit Prillwitz und Zippelow
- Klein Vielen mit Adamsdorf, Brustorf, Hartwigsdorf, Liepen und Peckatel
- Kratzeburg mit Dalmsdorf, Dambeck, Granzin, Krienke und Pieverstorf
- Möllenbeck mit Flatow, Quadenschönfeld, Stolpe und Warbende
- Userin mit Groß Quassow, Useriner Mühle, Voßwinkel und Zwenzow
- Wokuhl-Dabelow mit Bartelshof, Brückentin, Carolinenhof, Comthurey, Grammertin, Herzwolde und Wutschendorf

## Belege
1. ↑  Statistisches Amt M-V – Bevölkerungsstand der Kreise, Ämter und Gemeinden 2023 (XLS-Datei) (Amtliche Einwohnerzahlen in Fortschreibung des Zensus 2022) (Hilfe dazu).